# Libor Holík
Libor Holík (Záhorovice, 12 maggio 1998) è un calciatore ceco, difensore dello Spartak Trnava.

## Caratteristiche tecniche
È un terzino destro.

## Carriera

### Club
Cresciuto nelle giovanili dello Slavia Praga, ha esordito in prima squadra il 21 novembre 2015 in occasione dell'incontro vinto 2-0 contro lo Slovácko.

### Nazionale
Ha giocato nelle nazionali giovanili ceche Under-17, Under-19 ed Under-20.
Ha partecipato agli Europei Under-21 del 2021.

## Statistiche
Statistiche aggiornate al 27 maggio 2023.

### Presenze e reti nei club
| Stagione            | Squadra             | Campionato          | Campionato | Campionato | Coppe nazionali | Coppe nazionali | Coppe nazionali | Coppe continentali | Coppe continentali | Coppe continentali | Altre coppe | Altre coppe | Altre coppe | Totale | Totale | Totale |
| Stagione            | Squadra             | Comp                | Pres       | Reti       | Comp            | Pres            | Reti            | Comp               | Pres               | Reti               | Comp        | Pres        | Reti        | Pres   | Reti   |        |
| ------------------- | ------------------- | ------------------- | ---------- | ---------- | --------------- | --------------- | --------------- | ------------------ | ------------------ | ------------------ | ----------- | ----------- | ----------- | ------ | ------ | ------ |
| 2015-2016           | Slavia Praga        | 1L                  | 1          | 0          | CRC             | 0               | 0               |                    | -                  | -                  |             | -           | -           | 1      | 0      |        |
| lugl. 2016          | Slavia Praga        | 1L                  | 0          | 0          | CRC             | 0               | 0               | UEL                | 1                  | 0                  |             | -           | -           | 1      | 0      |        |
| Totale Slavia Praga | Totale Slavia Praga | Totale Slavia Praga | 1          | 0          |                 | 0               | 0               |                    | 1                  | 0                  |             | -           | -           | 2      | 0      |        |
| ago. 2016-2017      | Karviná             | 1L                  | 17         | 1          | CRC             | 1               | 0               |                    | -                  | -                  |             | -           | -           | 18     | 1      |        |
| 2017-feb. 2018      | Trinity Zlín        | 1L                  | 0          | 0          | CRC             | 0               | 0               | UEL                | 0                  | 0                  |             | -           | -           | 0      | 0      |        |
| feb.-giu. 2018      | Vysočina Jihlava    | 1L                  | 6          | 0          | CRC             | 0               | 0               |                    | -                  | -                  |             | -           | -           | 6      | 0      |        |
| 2018-2019           | Trinity Zlín        | 1L                  | 28         | 1          | CRC             | 1               | 0               |                    | -                  | -                  |             | -           | -           | 29     | 1      |        |
| 2019-2020           | Jablonec            | 1L                  | 31         | 2          | CRC             | 3               | 0               | UEL                | 2                  | 0                  |             | -           | -           | 36     | 2      |        |
| 2020-2021           | Jablonec            | 1L                  | 20         | 0          | CRC             | 0               | 0               | UEL                | 1                  | 0                  |             | -           | -           | 21     | 0      |        |
| 2021-feb. 2022      | Jablonec            | 1L                  | 18         | 0          | CRC             | 2               | 0               | UEL+UECL           | 2+8                | 0                  |             | -           | -           | 30     | 0      |        |
| Totale Jablonec     | Totale Jablonec     | Totale Jablonec     | 69         | 1          |                 | 5               | 0               |                    | 13                 | 0                  |             | -           | -           | 87     | 1      |        |
| feb.-giu. 2022      | Viktoria Plzeň      | 1L                  | 12         | 0          | CRC             | 0               | 0               |                    | -                  | -                  |             | -           | -           | 12     | 0      |        |
| 2022-2023           | Viktoria Plzeň      | 1L                  | 26         | 0          | CRC             | 1               | 0               | UCL                | 12                 | 0                  |             | -           | -           | 39     | 0      |        |
| Totale carriera     | Totale carriera     | Totale carriera     | 159        | 4          |                 | 8               | 0               |                    | 26                 | 0                  |             | -           | -           | 193    | 4      |        |

## Palmarès

### Club

#### Competizioni nazionali
- Campionato ceco: 1

Viktoria Plzeň: 2021-2022
- Coppa di Slovacchia: 1

Spartak Trnava: 2024-2025